# Slávka Budínová
Slávka Budínová (21. dubna 1924 Heřmanice u Ostravy – 31. července 2002 Praha) byla česká divadelní a filmová herečka.

## Život
V mládí začala studovat obchodní akademii, avšak druhá světová válka její studium v roce 1942 přerušila. Před nucenými pracemi v Německu ji zachránila herečka ostravského divadla Marie Rýdlová. Roku 1943 se tak stala divadelní elévkou. Vystupovala v činohře, opeře, operetě i baletu. Velmi často byla obsazována do rolí naivek, které jí však neseděly a proto se jak v Ostravě, tak v Olomouci (kam později odešla), neprosadila.
Významnějších úspěchů dosáhla až v roce 1960 v pražském Divadle E. F. Buriana, kde hrála temperamentní a silné ženy. Od tohoto roku byla také často nasazována do filmových a televizních rolí. Jako významná heřmanická rodačka má v Heřmanicích svou ulici.

### Osobní život
Od roku 1977 byl jejím manželem český scenárista a režisér Ivo Toman. Dále se sblížila s Oldřichem Horou, předsedou Klubu Za starou Prahu, který jí pomáhal i v problematice rekonstrukce domku na Klárově. Poslední léta života její tvůrčí potenciál zastřel alkoholismus.

## Ocenění
- 1965 Cena Národního výboru hl. m. Prahy
- 1967 Vyznamenání Za vynikající práci

## Filmografie
- 1952 Anna proletářka – Horáková
- 1958 Povodeň – Josefova žena
- 1961 Tereza – Tereza Kynclová
- 1962 Vánice – lékárnice
- 1962 Malý Bobeš ve městě – oficiálová
- 1962 Blbec z Xenemünde – Habichtová
- 1962 Tarzanova smrt – ředitelka cirkusu
- 1962 Oranžový měsíc – Málková
- 1964 Skok do tmy – Krmchmeirová
- 1964 …a pátý jezdec je Strach – Eienerová
- 1965 Zlatá reneta – Marta
- 1966 Lidé z maringotek – Marie
- 1966 Ženu ani květinou neuhodíš – Zdenka Podzimková
- 1966 Dědeček, Kylián a já – Pokorná
- 1967 Dívka se třemi velbloudy – Gromka
- 1967 Jak se krade milion – Eliška
- 1968 Objížďka – Růžena Vránová
- 1968 Rakev ve snu viděti – malá dáma
- 1968 Přehlídce velím já – Vlasta
- 1969 Odvážná slečna – Provazníková
- 1969 Případ pro začínajícího kata – Seidová
- 1971 Hry lásky šálivé, povídka Náušnice – paní
- 1971 Vražda v hotelu Excelsior – Janíková
- 1971 Svědectví mrtvých očí – Hedvika Horáčková
- 1971 Svět otevřený náhodám – hostinská Marta
- 1971 Tajemství velikého vypravěče – slečna Marceauová
- 1972 Zlatá svatba – Anděla
- 1972 Podezření – Holová
- 1973 Kronika žhavého léta – Rosmusová
- 1973 Pokus o vraždu – Milena
- 1973 Hroch – Majka
- 1973 Noc na Karlštejně – paní Ofka
- 1974 Televize v Bublicích aneb Bublice v televizi – Máňa
- 1974 Motiv pro vraždu, povídka Kapsář – Krejčová
- 1974 Zbraně pro Prahu – plukovníkova žena
- 1975 Můj brácha má prima bráchu – Pavelková
- 1975 Pacho, hybský zbojník – Marie Terezie
- 1976 Bouřlivé víno – Houkalová
- 1976 Léto s kovbojem – Honzova matka
- 1976 Smrt načerno – Jitka Drdácká
- 1976 Honza málem králem – selka
- 1977 Zítra vstanu a opařím se čajem – Kroupová
- 1977 Pasiáns – Doležalová
- 1977 Ve znamení tyrkysové hory – Horáková
- 1978 Brácha za všechny peníze – Pavelková
- 1978 Vražedné pochybnosti – Machová
- 1980 Snoubenka – Lola
- 1981 V podstatě jsme normální – Preichingerová
- 1985 Kára plná bolesti – Carmen
- 1996 Kolja – Buštíková
- 1999 Dvojrole – docentka

## Televize
- 1968 Sňatky z rozumu (seriál) – role: Valentina Tolarová
- 1968 Kdo snědl holoubátka (pohádka z cyklu České pohádky – 3. díl) – role: švecová
- 1968 Hořké pivo, sladký likér (TV zpracování dvou povídek Karla Copa) – role: archeoložka Dr. Nebeská
- 1970 Pan Tau (TV seriál 1970–1971) – role: maminka
- 1971 Zázrak v Oužlebičkách (komedie) – role: Káča
- 1972 Vychovatel (komedie) – role: paní generálová von Winnikac
- 1975 Údržbáři (TV komedie) – role: Věra Králíčková